# Spilosoma incisa
Spilosoma incisa är en fjärilsart som beskrevs av Freyer 1842. Spilosoma incisa ingår i släktet Spilosoma och familjen björnspinnare. Inga underarter finns listade i Catalogue of Life.